# Ófærufoss
L'Ófærufoss, toponyme islandais signifiant littéralement en français « la cascade infranchissable », est une chute d'eau islandaise située dans la gorge d'Eldgjá, entre le Landmannalaugar et Kirkjubæjarklaustur.

## Hydrologie
L'Ófærufoss est située sur le cours de la Norðari-Ófæra au moment où cet affluent de la Skaftá se jette dans la faille de l'Eldgjá.

## Arche naturelle
Jusqu'en 1993, on pouvait voir une arche naturelle qui enjambait la chute, mais celle-ci s'est effondrée à la fin de l'hiver, sans doute à cause d'une combinaison d'érosion, de séisme et de la débâcle,.

## Tourisme
La cascade est accessible à pied par une marche d'environ une demi-heure depuis le parking situé à l'extrémité de la courte route F223.

L'Ófærufoss en 1975 avant l'effondrement de son arche naturelle.
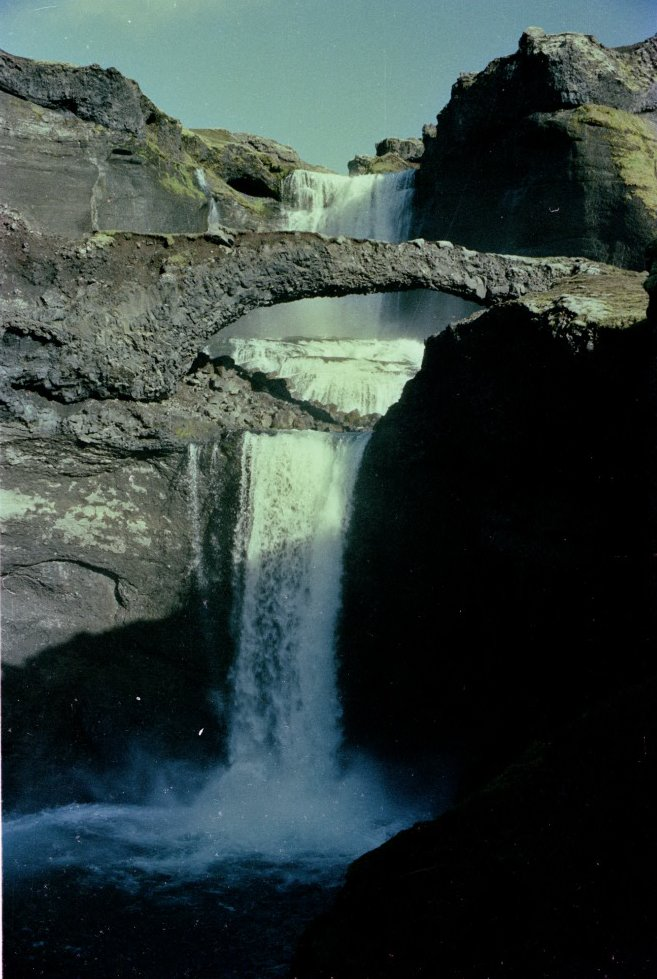
Vue rapprochée de la cascade et de son arche naturelle en 1984.
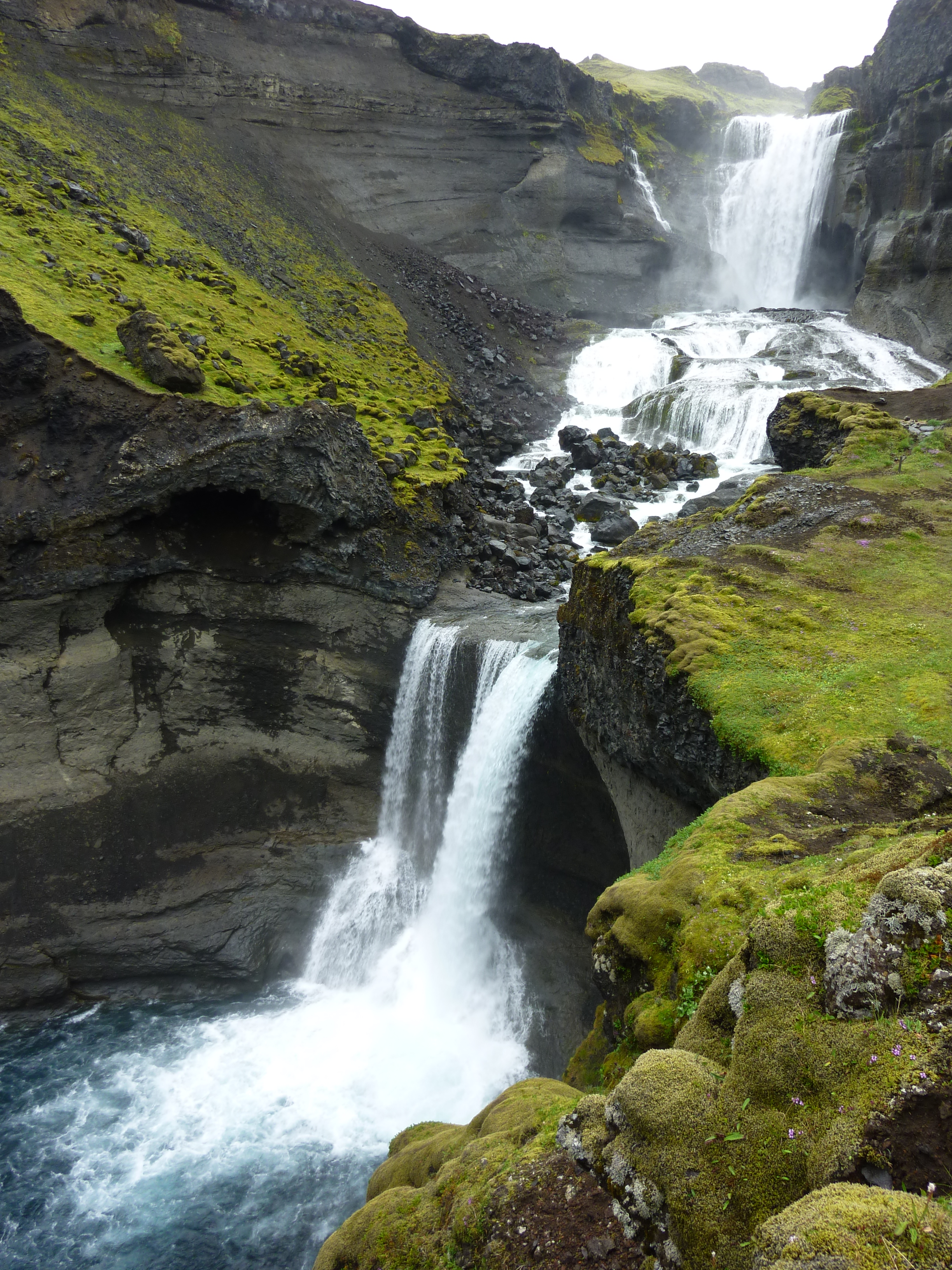
La chute d'eau et les débris de l'arche en 2013.